# Geomancja (pseudonauka)
Geomancja – praktyka wykorzystywania niepotwierdzonych naukowo "pozytywnych energii" Ziemi i Kosmosu dla pozyskania lepszego zdrowia, szczęścia i harmonii z własnym otoczeniem. Według zwolenników geomancji polega ona na właściwej obserwacji zarówno kształtu terenu jak i obiektów na nim się znajdujących, również symboli i miejsc kultu. Osoby zajmujące się tą dziedziną nazywane są geomantami.
W Chinach elementy geomancji zawarte są w filozofii i zasadach planowania otoczenia feng shui, w Indiach w analogicznym systemie o nazwie vastu vidya.
Geomancja zajmuje się także wyszukiwaniem terenów pod zabudowę, odpowiednim urządzaniem pomieszczeń, posługując się przy tym (zdaniem samych geomantów) ezoteryczną wiedzą o oddziaływaniu na otoczenie różnego rodzaju kształtów, form, symboli oraz elementów natury.